# Jurij Mamajew
Jurij Igorewicz Mamajew (ur. 3 lutego 1984 w Omsku) – rosyjski piłkarz występujący na pozycji pomocnika, obecnie bez klubu. Wychowanek VfB Stuttgart, w trakcie swojej kariery reprezentował także barwy Szynnika Jarosław, Tereka Grozny, Czarnomorcia Odessa, Łucz-Eniergiji Władywostok, Bałtiki Kaliningrad, Daugavy, Pietrotriesta Petersburg oraz Wigier Suwałki. Były reprezentant Rosji do lat 21.

## Sukcesy

### Daugava
- Mistrzostwo Łotwy (1): 2012